# Gramática de afixos estendida
Na Ciência da computação, gramáticas de Afixos estendidas (GAE) são gramáticas formais para descrever a sintaxe de linguagens  livre de contexto e  sensíveis ao contexto, ambas  linguagens naturais e   linguagens de programação.
GAEs são um membro da familia de gramáticas de segundo nível; Mais especificamente, uma restrição de gramáticas de Van Wijngaarden com o específico propósito de tornar a análise viável.  
Como as gramáticas de Van Wijngaarden, GAEs têm "hiper regras" que formam a gramática livre de contexto  exceto que seus símbolos não terminais podem ter argumentos, conhecidos como afixos, os possíveis valores pelos quais são supridos por outra gramática livre de contexto, as "meta regras".
GAEs foram introduzidas e estudadas por David Watt em 1974; Reconhecedores foram desenvolvidos na Universidade de Nijmegen entre 1985 e 1995.  O compilador desevolvido lá para GAEs vai gerar ou um reconhecedor, ou um transdutor, ou um tradutor, ou um editor sintático direto para linguagens descritas no formalismo GAE. O formalismo é um pouco parecido com Prolog, na medida que ele emprestou seu operador de corte (cut operator).
GAEs têm sido usadas para escrever gramáticas de linguagens naturais como inglês, espanhol e húngaro. O objetivo era de verificar a gramática fazendo elas analizarem uma coleção de escritos (Corpora) (Linguística de corpus); Por isso a análise tinha que ser suficientemente prática.  No entanto, o problema da Árvore de análise sintática na qual ambiguidades na linguagem natural tendem a serem produzidas nesse tipo de abordagem, é agravado por GAEs porque cada escolha de valor de afixo pode produzir uma análise separada, ainda quando vários valores diferentes são equivalentes. A solução proposta foi de mudar para uma gramática de afixos mais simples e finita, na qual metagramas podem ser produzidos apenas por linguagens finitas simples.

## External references
1. ↑  Affix grammars for natural languages, by C.H.A. Koster, in: Attribute Grammars, Applications and Systems, International Summer School SAGA,1991

- Informal introduction to the Extended Affix Grammar formalism and its compiler, by Marc Seutter, University of Nijmegen
- EAG project website, University of Nijmegen
- public announcement of the EAG software release, in comp.compilers, by Marc Seutter, 1993